# Mieczysław Żywczyński
Mieczysław Żywczyński, né 13 janvier 1901 à Varsovie, mort le 21 février 1978  à Lublin, est un prêtre catholique polonais, historien, professeur titulaire à la Faculté de théologie de l'Université catholique de Lublin . 

## Biographie
Mieczysław Żywczyński est diplômé du séminaire de Płock, où il a développé une amitié avec Leonard Świderski (pl), qui poursuivit ses études à Paris et Rome, mais fut excommunié dans les années 1960. Il a été ordonné prêtre en 1926. Il a étudié la philosophie à l’Université de Varsovie (il a rédigé son mémoire de maîtrise soutenu en 1930 sous la direction du professeur Marceli Handelsman). Grâce à des bourses, il séjourna plusieurs fois en Italie, en Suisse et en Autriche (1932, 1935, 1937). En 1933, il obtint un doctorat. 
Après le déclenchement de la Seconde Guerre mondiale, il fut évacué de Płock. À partir de 1942, il participa à l'enseignement supérieur clandestin à l'université des terres orientales (en). En 1945, il reçoit son habilitation à la faculté de théologie catholique de l'Université de Varsovie. À partir de 1946, il est chargé de cours à l'Université catholique de Lublin. Il reprend la chaire d'histoire de l'Église. En 1954, il reçoit le titre de professeur et en 1966 le titre de professeur titulaire. 
Il a été coorganisateur de l'Institut d'histoire de l'Église de l'Université catholique de Lublin. En tant que chercheur, il s'est d'abord concentré sur l'attitude de l'Église catholique à l'égard des mouvements sociaux en Europe, avant de se consacrer plus tard à l'histoire universelle. Sa synthèse de l'histoire du XIXe siècle jusqu'en 1871, publiée en 1964, compte au total treize éditions et constitue toujours l'un des manuels universitaires de référence. Il était lié aux « prêtres patriotes » et l'association PAX (active au sein du Comité des intellectuels et des activistes catholiques). 
Czesław Bartnik (pl), Zygmunt Zieliński (pl) et Jan Kracik (pl) ont rédigé leur thèse sous sa direction.

## Publications
- Geneza i następstwa encykliki "Cum primum" z 9 VI 1832 r. (Origine et conséquences de l'encyclique "Cum primum" du 9 juin 1832). Varsovie, 1935
- Watykan a sprawa polska w latach 1830-1837 (Le Vatican et la cause polonaise dans les années 1830-1837), 1935
- Papiestwo i papieże średniowiecza (La Papauté et les papes du moyen âge), Lwów, 1938
- Kościół i Rewolucja francuska (L'Église et la Révolution française), Varsovie, 1951 réédition, Cracovie, 1995
- Metternich w świetle nowszej historiografii (Metternich à la lumière de l'historiographie plus récente), 1961
- Włochy nowożytne 1796-1870 (L'Italie moderne 1796-1870), Varsovie, 1971
- Szkice z dziejów radykalizmu chrześcijańskiego (Esquisses de l'histoire du radicalisme chrétien), 1976
- Kościół i społeczeństwo pierwszych wieków (L'Église et la société des premiers siècles), Varsovie, 1985
- Historia powszechna 1789-1870 (Histoire universelle 1789-1870), PWN, Varsovie, 2006 (dernière édition, première édition : 1964)

## Distinctions
- Croix d'officier de l'ordre de Polonia Restituta (1954).
- Croix d'or du mérite (1952).